# Sé infiel y no mires con quién
Sé infiel y no mires con quién és una pel·lícula espanyola dirigida per Fernando Trueba, basada en l'obra de teatre Move Over Mrs Markham de John Roy Chapman. Aquesta comèdia d'embolic es va estrenar el 5 de desembre de 1985.

## Argument
Paco i Fernando són amics i amos d'una editorial en dificultats econòmiques, de les quals pensen sortir signant un contracte amb l'escriptora infantil de més èxit, Adela Mora. La nit en la qual se signarà el contracte, Paco li demana a Fernando la seva casa per a una cita mentre ell sopa amb l'escriptora. Però la dona de Paco, Carmen, també li demana la casa a la seva amiga Rosa, la dona de Fernando.
Paco és un expert en infidelitats i té el despatx habilitat com a "picadero", amb un llit plegable camuflat després d'una prestatgeria i ampolles de licor amb forma de llibres, lloc que usava habitualment amb la seva secretària amb la qual estava embolicat i acaba de trencar. A més la casa annexa a l'oficina de l'editorial abans de ser de Fernando era de Paco, i té una porta secreta entre totes dues camuflada com una altra prestatgeria. La secretària que està desolada després de la ruptura confon els taxis que li encarreguen i mana portar l'escriptora a l'oficina i a l'amant de Paco a l'hotel, en lloc d'a l'inrevés.
Per a complicar més la situació Fernando troba una carta del noi militar que es fica al llit amb Carmen i pensa que pertany a la seva esposa, Rosa, la qual cosa deslliga la seva gelosia i comença a espiar-la, arribant a l'errònia conclusió que es fica al llit amb el decorador de la casa. Amb aquesta idea al cap es va a l'hotel a trobar-se amb Adela Mora, però a l'habitació es troba amb la dona amb la qual havia lligat Paco. Rosa també va a l'hotel a lliurar-li al seu marit el contracte que s'havia deixat oblidat, trobant-lo en una situació compromesa amb la dona. Mentrestant l'escriptora arriba a l'oficina, on la secretària s'havia posat en roba interior disposada a recuperar al seu amant i estant a la casa confrontant Carmen i el noi amb els seus jocs amorosos. Per a evitar la trobada entre l'escriptora i la secretària Paco porta Adela a la casa per la porta secreta. Quan Carmen sent Paco mana al noi sortir per la finestra per amagar-se en l'ampit, el mateix que fa Paco amb la secretària. Al final es munta un escàndol tant en l'oficina com a l'hotel i tots acaben a comissaria.
Una vegada aclarit l'embolic l'editorial signa per fi amb l'escriptora aconseguint remuntar econòmicament, però encara que l'incident no ha fet mossa en la infidel parella de Paco i Carmen sí que ho fa en la de Fernando i Rosa que decideixen separar-se. Encara que al final es reconcilien i tots segueixen casats com abans, uns feliçment i uns altres infidelment.

## Repartiment
- Santiago Ramos: Paco
- Antonio Resines: Fernando
- Carmen Maura: Carmen
- Ana Belén: Rosa
- Verónica Forqué: Silvia, la secretària
- Chus Lampreave: Adela Mora
- Guillermo Montesinos: Oscar, el decorador
- Bibiana Fernández (acreditada com Bibi Andersen): Raquel, ligue de Paco
- José Luis Fernández "Pirri": Eulogio
- Miguel Rellán: Recepcionista d'hotel
- El Gran Wyoming: Policia
- Lucas Martín: Nen que estafa Fernando.
- José María Cañete: Cap de policia a la comissaria
- Derek: Paio gran en gimnàs
- Pedro Reyes: Taxista amb Rosa
- Angelita: (secundari)
- Carles Velat: (secundari)

## Premis
Carmen Maura va assolir el Premi Sant Jordi de Cinematografia a la millor actriu nacional per la seva interpretació a la pel·lícula.